# Полис
 Тази статия е за селището в древността.  За рок групата вижте Полис (музикална група).  
Полисът (на старогръцки: πόλις буквално град, но също и съобщност от граждани) е термин в съвременната историография, обозначаващ древногръцките укрепени селища, построени около акропол или пристанище с възможност за контрол на околната територия (khôra) и затова често се превежда като „град-държава“. Пример за полис е класическа Атина.
Полисът възниква в Архаичния период от развитието на Древна Гърция като предшества съвременното понятие за гражданство, град и държава, макар че често се слага знак за равенство между полис и град-държава. Английският термин „city-state“, както и немският Stadtstaat, не дават точен превод на древногръцкото полис. За разлика от предходните финикийски градове-държави като Тир или Сидон, управлявани от цар или малка олигархия, древногръцкият полис е политическо образувание (полития, на гръцки: πολιτεία), ръководено колективно от жителите му. Той еволюира по-късно в римското civitas.
Традиционният възглед във френската историография, че зараждането на полиса е свързано с развитието на политически институции и наличието на начална урбанизация, е критикуван от Полиняк, според когото раждането на полиса е свързано на първо място с религията. Според него историците трябва да се освободят от написаното в Атинска полития и да обърнат внимание на култовите светилища – градски и извънградски, посветени на боговете-покровители – действителни или митични основатели на полиса. Самите гърци често говорят за Атина, Спарта и Тива не като за селища, а като съвкупност от техните жители: атиняни, спартанци, тиванци, така че при развитието на полис наличието на общност от съграждани играе не-по-малко значение от урбанизацията.

## Възникване
Гърците идват на Балканите от север през третото хилядолетие пр.н.е. на няколко вълни. Последната вълна е т. нар. дорийско нашествие през Микенския период (1600 – 1100 г. пр. Хр.). Интервалът 1100 – 700 г. пр.н.е. е известен като гръцки тъмни векове, тъй като археологическите свидетелства от него са малко, а писмени извори липсват. По-късни източници като трудовете на Херодот, Павзаний и Диодор Сицилийски представят информация за периода и изброяват управлявали царе, но всичко се основава на устни предания, митове и легенди.
При родово-общинния строй общината придобива особено значение, тъй като територията, обитавана от древногръцките племена, е раздробена на множество малки и самоуправляващи се общини, чиито владения се разпростират върху сравнително ограничена територия. Общината включва обединения на родовете, т.нар. фили (на гръцки: φυλή phulē – клан, племе) и фратрии (на гръцки: φ(ρ)ατρία – братство) и начело обикновено стои василевс. Общините водят самостоятелно съществуване и в редките случаи, когато се обединяват, то е за обща защита срещу външен враг. По фили и фратрии се събира общо опълчение и мястото на отделния човек в него определя и общественото му положение
Съществуват различни теории за възникването на полиса, сред които:
- строеж на големи култови светилища като храма на Хера на остров Самос от 8 в. пр.н.е. или извънселищни места за поклонение, отбелязващи границите на територията, например на Аргос и Коринт в Пелопонес
- появата на определени погребални практики
- влиянието на колонизацията за формиране на държавност (с вероятно финикийско влияние)

Във всеки случай към VIII век пр. Хр., няколко територии като Коринт и Мегара започват да определят своите граници, като отказват автономност на съставните селища и действат като отделна държава. Политическият синойкизъм в Атика датира от по-рано и е завършен вероятно към 900 г. пр. Хр. В различните полиси са възприети различни модели – макар и съседно разположени, демократична Атина, по-малката Мегара, която успява да колонизира Византион, богатият олигархичен Коринт и федералната Беотия са съвсем различни и имат различна съдба през Архаичния и Класическия период.
Традиционният възглед във френската историография е, че раждането на полиса е свързано с развитието на политически институции и наличието на следи от урбанизация, но по-скорошни изследвания поставят акцент върху религията.
Първите полиси в Древна Гърция са: Коринт, Аргос, Спарта и Атина. От тях най-добре е описана Атина, на която Аристотел посвещава труда си Атинска полития.

## Характерни черти
Полисът е съвкупността на всички градски и селски области около един център и възниква като общност на свободните му жители. В полиса влизат земите, рудниците, каменоломните и други. Тази политическа и социална единица е център на стопанския живот в процеса на синойкизъм – съжителство с цел обединение срещу враждебни съседи. Според тогавашните представи всички граждани на един полис произхождат от един и същи прародител и считат, че са свързани помежду си с кръвно родство. Всеки полис има свое божество-покровител, но боговете са общи и имат светилища на различни места. Чрез общата религия, общия език и писменост постепенно започва да се оформя единно елинско самосъзнание.
Политическата самостоятелност и независимостта от другите общини са главна характерна черта на полиса. Икономическа основа е трудът на робите. Развити са два вида собственост: частна – на робовладелците, и общополисна – на всички граждани. Полисът е независима единица, разположена на ограничена територия. Управлението на полиса се нарича политика.
Гърците основават повечето от градовете си край морския бряг, където се построяват пристанища за корабите. Близо до пристанището живеят обикновено търговците и моряците. Тук се извършва търговията с чуждестранни стоки. Градското население има своя крепост – акропол, предназначена за защита на града. В зависимост от нарастването на града, около крепостта се появява ново селище, което се нарича „долен“ град, а първоначалното – „горен“ град.
Полисите са различни по големина – например Коринт контролира само 880 кв. км, докато Аргос с 1400 кв. км представлява доста голяма територия. Най-значителни са Атина (2500 кв. км) и Спарта (8400 кв. км заедно с Месения)

### Устройство
В ранната епоха начело на полиса стои василевс, който е едновременно и военен вожд, и висш съдия и върховен жрец. Знакът на неговото достойнство е жезъл със скиптър. Ето защо той е наричан скиптъроносец. Василевсът получава по-голямата и по-хубавата част от военната плячка. От общинската земя му се отделя най-големия дял. На угощенията му предоставят почетното място и най-хубавите късове от ястията. По всички по-важни въпроси василевсите се съветват със старейшините на видните семейства, които образуват съвет (буле). За утвърждаване на заповедите, постановленията или решенията на съвета, а така също и за обсъждане на по-важните държавни въпроси е свиквана „еклесия“ – народно събрание от всички възрастни мъже. Мненията по поставените въпроси често се изразяват с обикновени викове – „да“ или „не“. Старейшините са и съдии, които се произнасят според обичайното право.
Владетелят тиран получава властта си незаконно – не по наследство или след избори.
Всеки полис си имал свой собствен календар с празници за боговете, повечето от които били почитани на открито, с жертвеници, достъпни за всички, с храмове и къщи, които се помествали изображенията им. Гражданите действали като жреци в определени дни, но не били подготвени и събрани в „експертни групи“.
Полисните култове подпомагали живота на жителите към по-добро. Те не уреждали живота след смъртта и не е битувала сред всички вярата в отвъдния живот. Мненията по този въпрос били различни и, макар че се появяват единични култове, които осигурявали спокоен живот след смъртта, повечето хора приемали, че умират завинаги или че душите им продължават да живеят като сенки в един „долен свят“, в който няма наказания.
Полисите били сдружения от граждани, а не от едноверци. Жените и дъщерите имали важна обществена роля като жрици по време на общите култове и на празничните поредици /фестивалите/. Но те не играели никаква роля в политическия живот и във време на война. В Атина те не можели да притежават земя. Ако в някой полис са наследили малка фамилна ферма, те били под контрола на тъй наречения kyrios /пазач/. Войната, политиката и земевладението били само мъжки занятия.
След като животът в полисните общности се развива, развива се и политическата регламентация на правата на гражданите-мъже. Мъжете основавали домове, владеели роби и били мобилизирани за война. Робите работят на нивите, в къщи и в мините. По статут те се купуват и продават като вещи, но в полисите с развита демокрация робите обикновено са чужденци, купени от не-гръцки домове или пленени по време на война.
През архаичната епоха ранните полиси били управлявани от малки съвети, в които се членувало по наследство. Членове на тези съвети можели да бъдат само собствениците на земя в пределите на полиса, които контролират и основните, предвидени в полисния календар, култове. Тези фамилии с течение на времето си осигуряват престижа на благородническа каста. През периода 750 – 630 г. пр.н.е. те монополизират властта в полисите.
Дори след този период, чак докъм 450 година пр.н.е., гръцката политика и култура си остават предимно аристократични занимания и тогава приносът им в древногръцката цивилизация е изключително важен. Благородническата класа се възползва от отвъдморската търговия, но в по-късно време благородниците се отказват от това занимание, освен ако някое далечно пътуване няма да им донесе допълнителна слава и голяма изгода. Тежката работа се върши от роби и наемници. Аристократите предпочитали да управляват, отглеждат коне, да се срещат на пищни трапези – симпозиуми (symposia) – или да се състезават на атлетически игри. В много области конните надпревари и индивидуалните битки били на практика военна подготовка.